# 朱正色墓
朱正色墓，位于中国河北省邢台市朱营村，为邢台市南和县的一个省级文物保护单位，类型为古墓葬，公布时间为1993年7月15日。
朱正色墓的历史年代为明代。